# Эджэн-Хоро (аэропорт)
Аэропо́рт О́рдос Эджен-Хоро (кит. упр. 鄂尔多斯伊金霍洛机场), (ИАТА: DSN, ИКАО: ZBDS) — коммерческий аэропорт, расположенный в городском округе Ордос (хошун Эджэн-Хоро, автономный район Внутренняя Монголия), КНР.
Аэропорт построен в 1959 году и был известен под официальным названием аэропорт Дуншэн. В 1983 году порт прекратил коммерческую деятельность.
В 2005 году начались работы по реконструкции и модернизации инфраструктуры аэропорта, общая стоимость которых составила 350 миллионов юаней. Порт был вновь открыт в июле 2007 года.

## Инфраструктура
Аэропорт Ордос эксплуатирует одну взлётно-посадочную полосу размерами 2400 х 45 метров (класс 4C).
Максимальная пропускная способность аэропорта составляет 270 тысяч пассажиров ежегодно.